# Afloqualone
Afloqualone (Arofuto) là một loại thuốc GABAergic thuộc họ quinazolinone và là một dạng tương tự của methaqueller được phát triển vào những năm 1970 bởi một nhóm tại Tanabe Seiyaku. Nó có tác dụng an thần và giãn cơ do hoạt động chủ vận của nó ở tiểu phần của thụ thể GABAa, và đã được sử dụng lâm sàng, mặc dù nó gây ra nhạy cảm ánh sáng như một tác dụng phụ có thể gây ra các vấn đề về da như viêm da.